# Deweneti
Pour plus de détails, voir Fiche technique et Distribution.
Deweneti est un court-métrage de la Sénégalaise Dyana Gaye. Réalisé en 2006, le documentaire traite de la question de l’enfance au Sénégal. Le titre signifie Bonnes Fêtes en wolof.

## Synopsis
Ousmane est un jeune mendiant talibé qui parcourt la ville de Dakar avec son bol. À chaque rencontre il réussit habilement à recevoir une pièce tout en redonnant le sourire à ses généreux donateurs. C’est alors qu’il décide après être entré dans un magasin de jouets, d’écrire au Père Noël pour exaucer chacun des vœux des personnes qui lui ont accordé la charité. Ne sachant ni lire, ni écrire, comment fera t-il ? 

## Fiche technique
- Titre : Deweneti
- Réalisateur : Dyana Gaye
- Pays du réalisateur : Sénégal
- Langue : wolof
- Année : 2006
- Durée : 15 minutes
- Genre : fiction
- Couleur / N&B : couleur
- Format : Vidéo
- Coproduction : Andolfi
- Production étrangère : Ika 964
- Distribution France : Shellac Sud

## Récompenses et distinctions
Ce court métrage a été sélectionné dans 26 festivals et primé dans 7.